# 大田关雎高等学校
大田关雎高等学校（：／）是大韩民国大田广域市西区关雎洞的一所公立高中，创立于1998年。关雎源于中国古典《诗经》。

## 历史
- 1998年2月19日 教育部设立认可
- 1998年3月5日 建校（入学生463名）
- 2001年2月8日 首批毕业（毕业生458名）
- 2007年2月（总毕业生略2700名）